# 클로드 리치

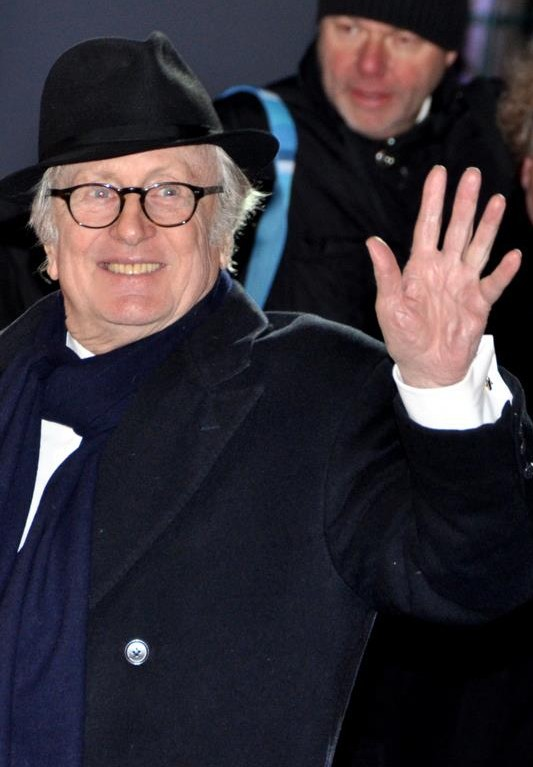

클로드 리슈(Claude Robert Rich, 프랑스어 발음: [ʁiʃ], 1929년 2월 8일 ~ 2017년 7월 20일)는 프랑스의 배우, 각본가, 연극 배우, 영화배우, 텔레비전 배우이다.
스트라스부르에서 태어났다.

## 영화
- 레이디그레이 (2015년)
- Les cigognes n'en font qu'à leur tête (2013년)
- 10 데이즈 인 골드 (2012년)
- 오르탕스를 찾아서 (2012년)
- 올 투게더 (2011년)
- 공원 벤치 (2009년)
- 범죄는 우리 일 (2008년)
- 위드 어 리틀 헬프 프럼 마이셀프 (2008년)
- 대통령 (2006년)
- 마음 (2006, Cœurs)
- 퍼퓸 오브 더 레이디 인 블랙 (2005, Le Parfum de la dame en noir)
- 노란방의 비밀 (2003년)
- 저 높은 곳, 구름 위의 한 왕 (2003년)
- 교황 요한 23세 (2002년)
- 아스테릭스 2 - 미션 클레오파트라 (2002년)
- 불공평한 경쟁 (2001, Concorrenza sleale)
- 배우들 (2000, Les Acteurs)
- 크리스마스 트리 (1999, La Bûche)
- 뒤 (1999년)
- 로트렉 (1998년)
- 적과 흑 (1997, Le Rouge et le Noir)
- 캡틴 코낭 (1996년)
- 세이 예스 (1995년)
- 샤베르 대령 (1994년)
- 달타냥의 딸 (1994년)
- 고백 (1992년)
- 소파 승진 (1990년)
- 북 치는 게 (1977년)
- 형사 반장, 베르자 (1975년)
- 스타비스키 (1974년)
- 사랑해 사랑해 (1968년)
- 비련의 신부 (1967년)
- 파리는 불타고 있는가? (1966년)
- 마타하리 (1965년)
- 남자를 좇는 여인 (1964년)
- 탈주한 하사 (1962년)
- 7대 죄악 (1962년)
- 투나잇 오어 네버 (1961년)
- 세상의 모든 황금 (1961, Tout l'or du monde)
- 위대한 전략 (1955년)